# Hudson (Wisconsin)
Hudson – miasto w Stanach Zjednoczonych, w stanie Wisconsin, w hrabstwie St. Croix, położone na wschodnim brzegu rzeki Saint Croix.